# Paniōnios Gymnastikos Syllogos Smyrnīs 2008-2009
Questa voce raccoglie le informazioni riguardanti il Paniōnios Gymnastikos Syllogos Smyrnīs nelle competizioni ufficiali della stagione 2008-2009.

## Rosa
Fonte:
| N. |                       | Ruolo | Calciatore               |
| -- | --------------------- | ----- | ------------------------ |
| 12 | Grecia (bandiera)     | P     | Konstantinos Andriolas   |
| 30 | Slovacchia (bandiera) | P     | Tomáš Belic              |
| 1  | Croazia (bandiera)    | P     | Dario Krešić             |
| 22 | Svizzera (bandiera)   | P     | Riccardo Meili           |
| 4  | Mali (bandiera)       | D     | Sékou Berthé             |
| 6  | Mali (bandiera)       | D     | Fousseni Diawara         |
| 25 | Grecia (bandiera)     | D     | Giannīs Kontoes          |
| 13 | Grecia (bandiera)     | D     | Vangelis Koutsopoulos    |
| 27 | Germania (bandiera)   | D     | Matthias Langkamp        |
| 5  | Rep. Ceca (bandiera)  | D     | Martin Latka             |
| 19 | Germania (bandiera)   | D     | Ivica Majstorović        |
| 31 | Grecia (bandiera)     | D     | Giorgos Tzavellas        |
| 35 | Grecia (bandiera)     | C     | Dīmītrios Anastasopoulos |
| 21 | Grecia (bandiera)     | C     | Giōrgos Mparkoglou       |
| 40 | Francia (bandiera)    | C     | Yann Ekra                |
| 20 | Grecia (bandiera)     | C     | Fanourīs Goundoulakīs    |

| N. |                       | Ruolo | Calciatore        |
| -- | --------------------- | ----- | ----------------- |
| 10 | Grecia (bandiera)     | C     | Dimitris Kiliaras |
| 41 | Croazia (bandiera)    | C     | Davor Kukec       |
| 15 | Ghana (bandiera)      | C     | Bennard Kumordzi  |
| 14 | Grecia (bandiera)     | C     | Grīgorīs Makos    |
| 37 | Grecia (bandiera)     | C     | Giannīs Maniatīs  |
| 28 | Cipro (bandiera)      | C     | Marios Nikolaou   |
| 7  | Grecia (bandiera)     | C     | Manolis Skoufalis |
| 8  | Brasile (bandiera)    | C     | Wagner Ribeiro    |
| 11 | Brasile (bandiera)    | A     | Anderson Gonzaga  |
| 26 | Brasile (bandiera)    | A     | Alexandre D'Acol  |
| 18 | Germania (bandiera)   | A     | Michael Delura    |
| 16 | Uruguay (bandiera)    | A     | Fabián Estoyanoff |
| 17 | Albania (bandiera)    | A     | Albi Kondi        |
| 50 | Portogallo (bandiera) | A     | Luís Lourenço     |
| 9  | Uruguay (bandiera)    | A     | Álvaro Recoba     |